# Estàbia

Estàbia i l'erupció del Vesuvi l'any 79.

Estàbia o Estàbies (en llatí, Stabia o Stabiae; en grec, Στάβιαι) va ser una ciutat de la Campània, situada al peu de les muntanyes Lactarius a uns 6 km al sud de Pompeia i a un o dos km de la mar.
Apareix esmentada per primera vegada a la Guerra social (91 aC-87 aC) quan el general samnita Gai Papi Mútil la va ocupar l'any 90 aC, però Sul·la la va recuperar l'any següent (89 aC) i la va destruir completament. No va ser reconstruïda i segons Plini el Vell en la seva època era un poblet senzill, i el seu nom no apareix en cap altre geògraf ni historiador. Ovidi però, diu que era un lloc on els rics hi construïen les seves vil·les. Plini el Vell va anar a casa del seu amic Pomponià, que tenia una vil·la en aquell loc per contemplar l'erupció del Vesuvi que va destruir Pompeia l'any 79, i on va morir ofegat per les emanacions del volcà. La ciutat va ser destruïda per l'erupció, però no tant completament com Pompeia i Herculà, de manera que va tornar a ser habitada però no va arribar mai a adquirir importància. El seu nom apareix a la Taula de Peutinger i s'ha conservat a la moderna Castellammare di Stabia, a la vora de l'antiga ciutat.

## Galeria

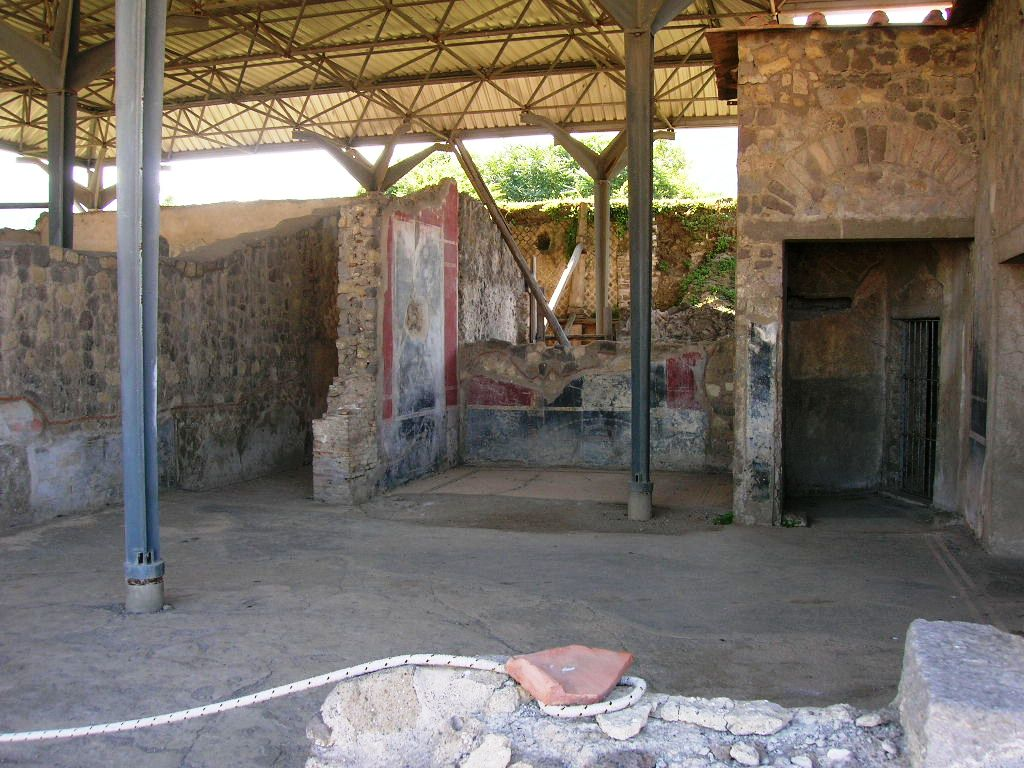
Villa Arianna.
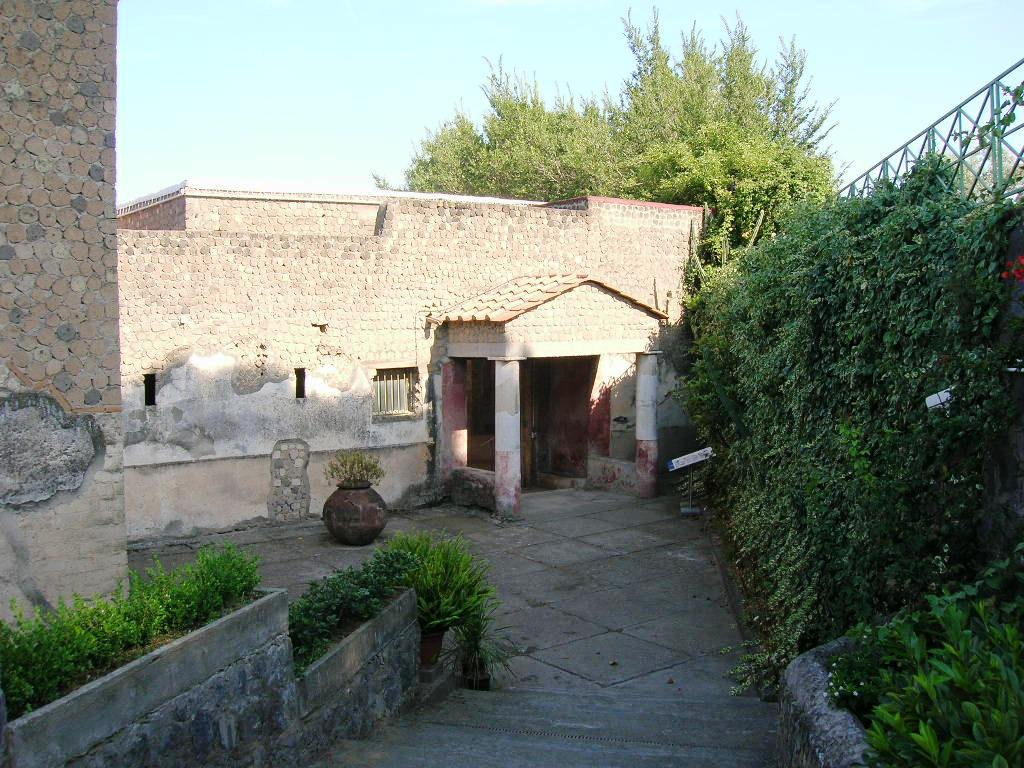
Entrada de Villa Arianna
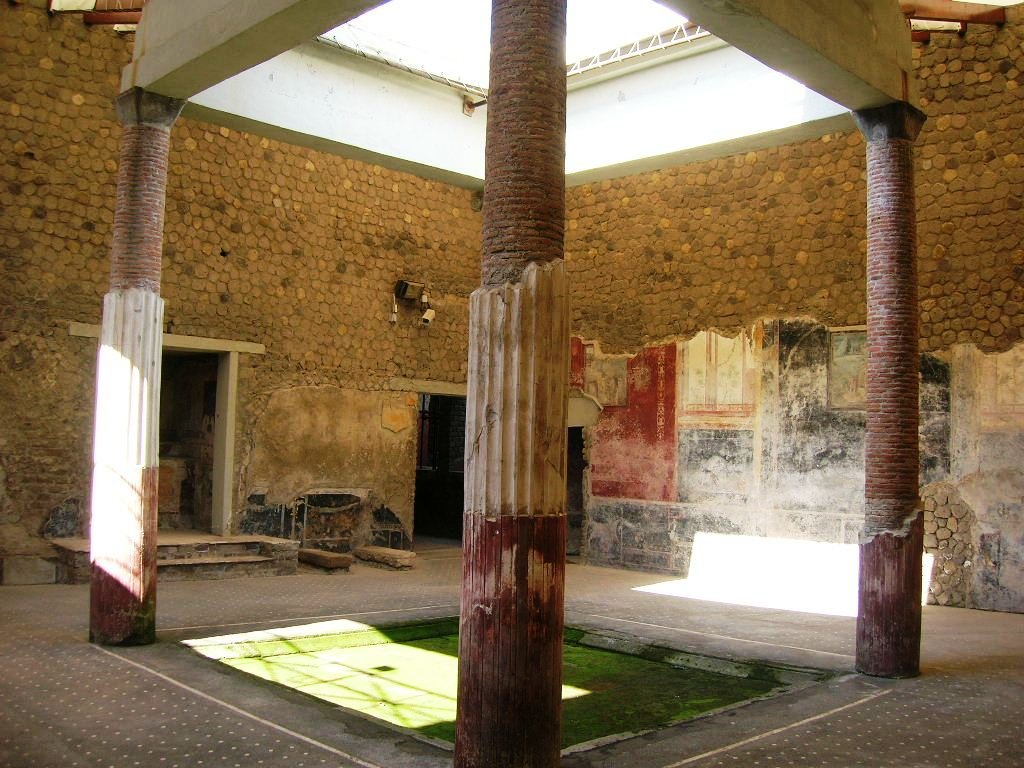
Atri de Villa de San Marco.
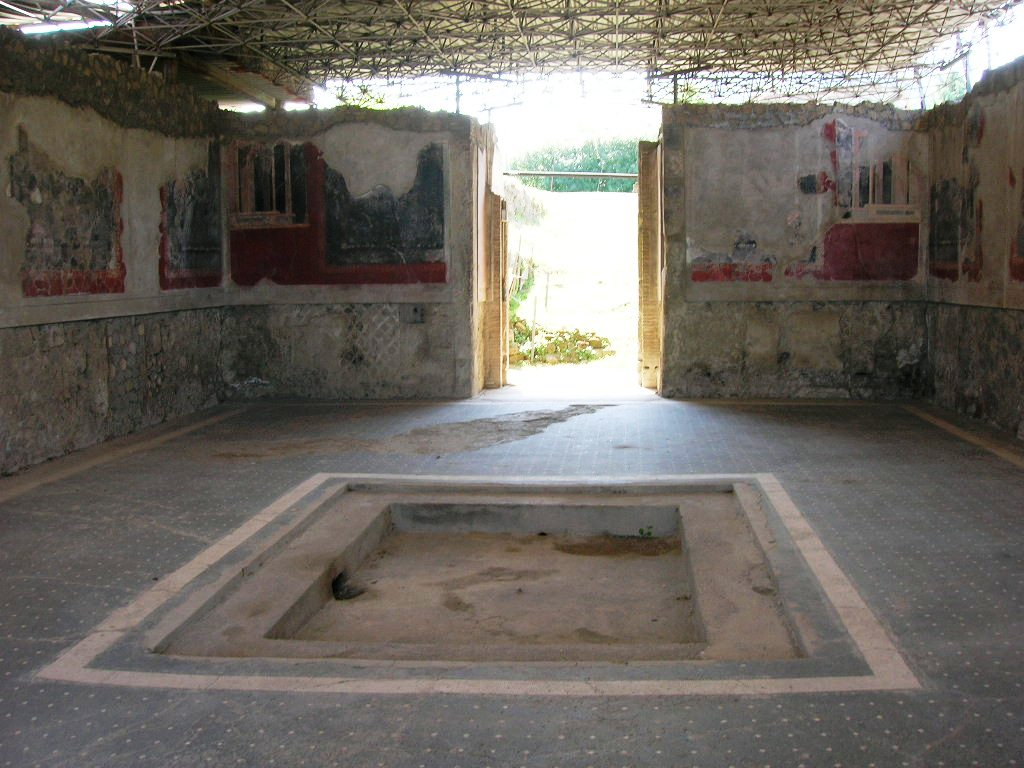
Impluvium de Villa Arianna.
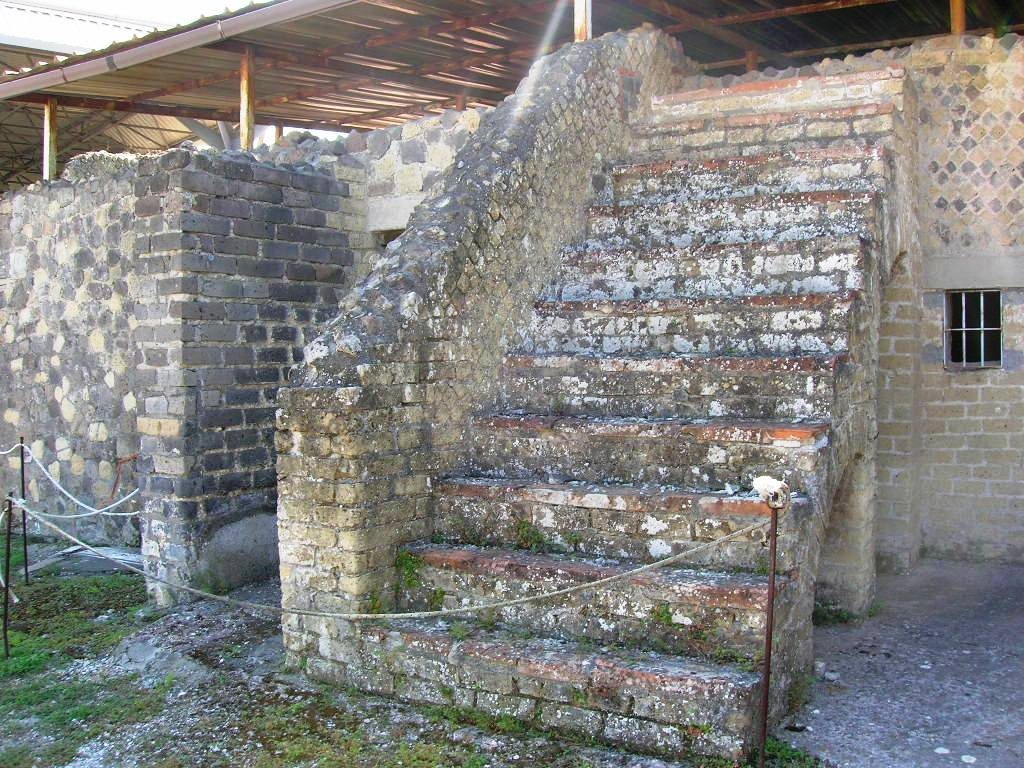
Escala.
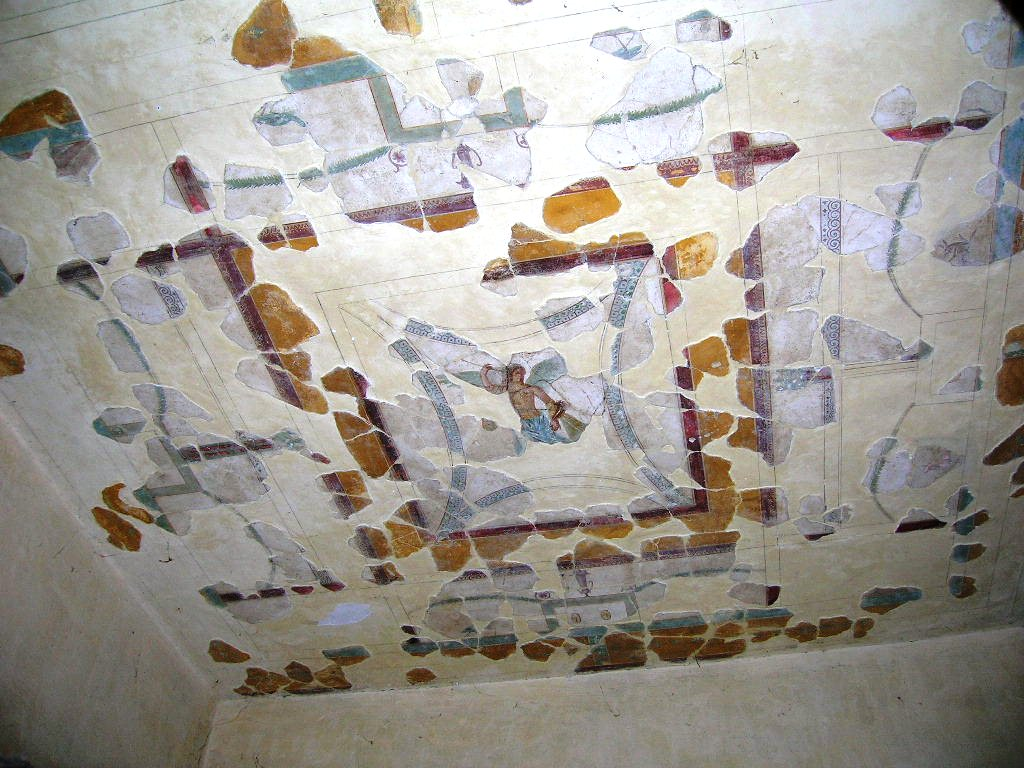
Mosaic.
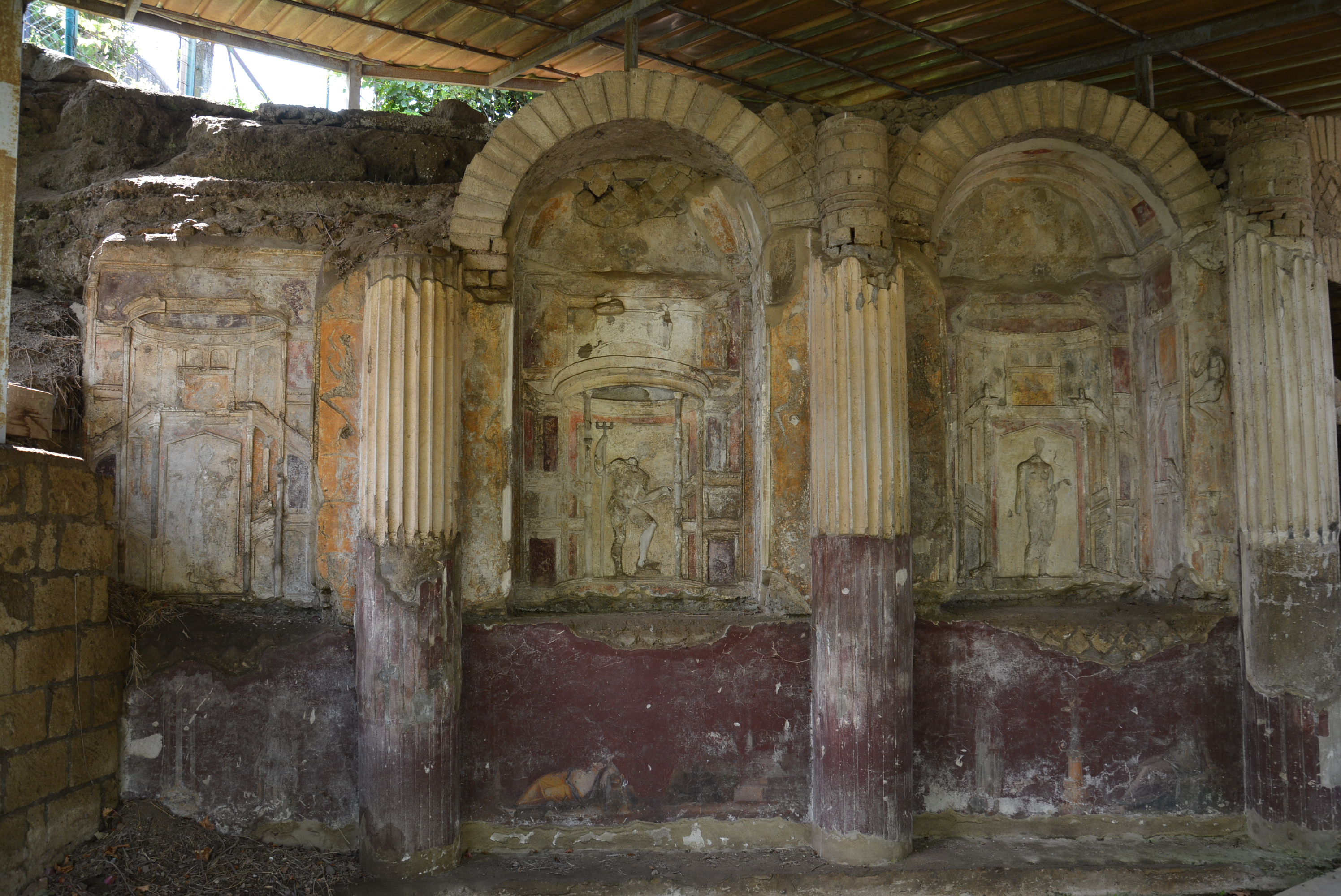
Villa San Marco.
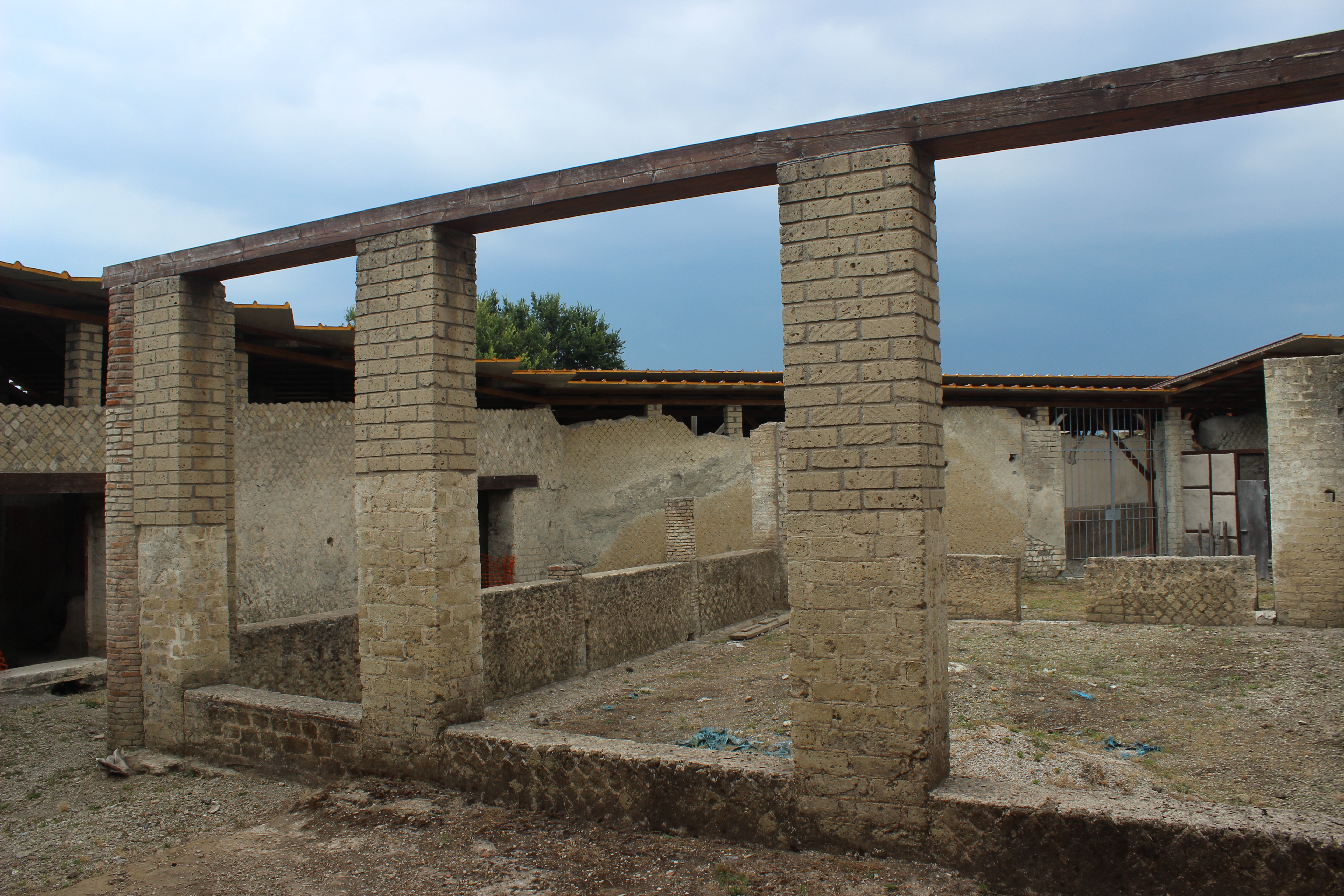
Villa San Marco.
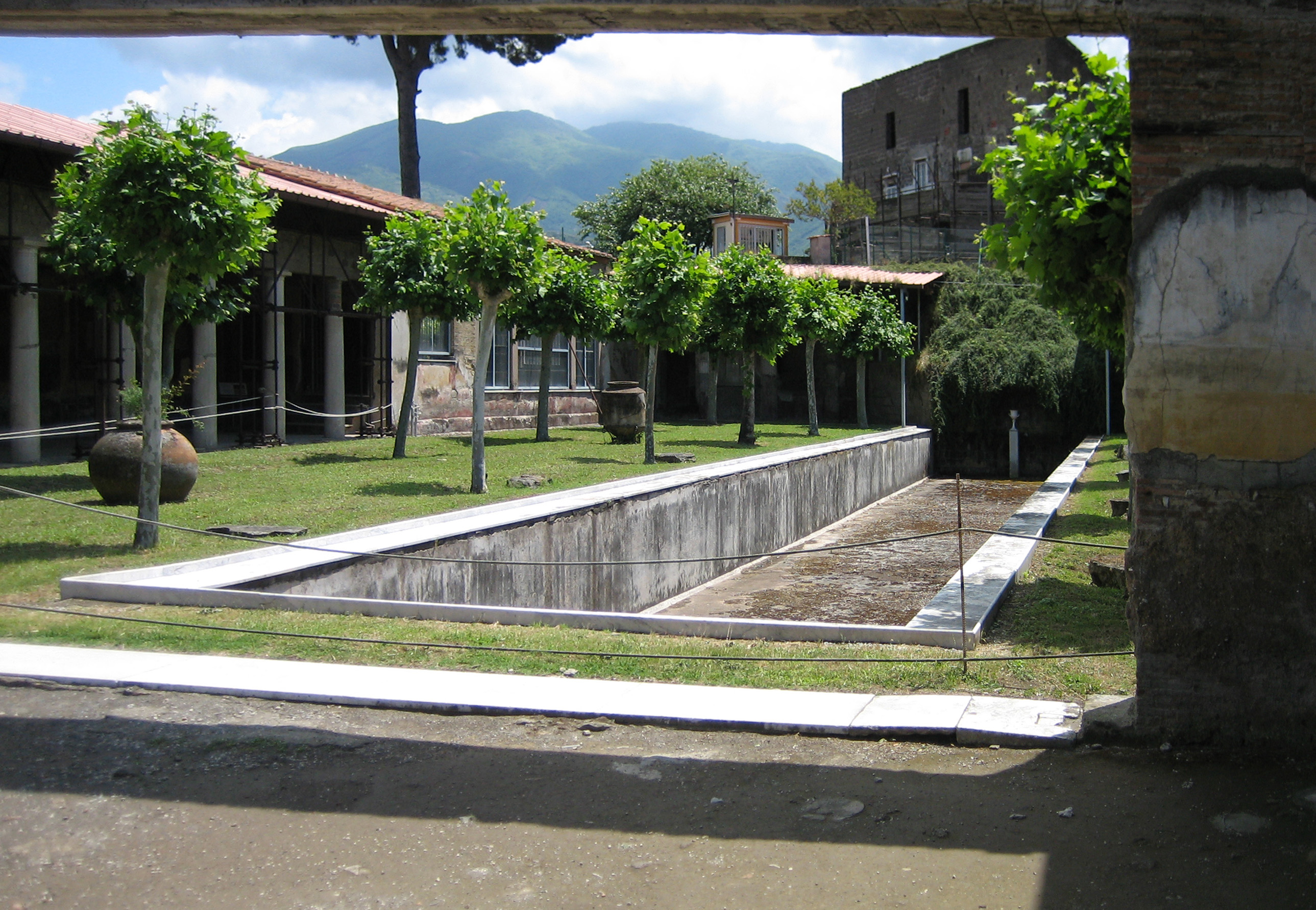
Villa San Marco.